# La lista (programa de televisión)
La lista es un concurso de televisión, emitido por la cadena española TVE basado en el formato The Rich List (original de Estados Unidos).

## Mecánica
Dos parejas de concursantes son recluidas en sendas cabinas insonorizadas. El presentador les propone un listado de cuestiones de cultura de interés general y ellos deben apostar cuál será previsiblemente su número de respuestas. La pareja que apuesta un mayor número de respuestas debe completar el listado incluido en el desafío, obteniendo un punto si lo consigue. En caso contrario, el punto va a la pareja rival. Tras tres rondas, la pareja vencedora se enfrenta a un panel en el que, con idéntica mecánica, puede conseguir un premio de hasta 25.000 euros.

El programa contó con dos etapas: Del 7 de enero al 17 de julio de 2008, presentado por Daniel Domenjó y desde enero de 2010 por Carlos Sobera en La 2.